# Сингл (звукосниматель)
Сингл (англ. Single-coil) — тип магнитного звукоснимателя для электрогитары. Характеризуется более яркой перкуссионной атакой, общей чёткостью звучания по сравнению с хамбакерами. Из недостатков — большая чувствительность к электрическим помехам.

## История

### Бошам
В середине 1920-х калифорнийский гитарист Жорж Бошам из Лос-Анджелеса начал эксперименты с электрическим усилением гитары. Первоначально используя звукосниматель фонографа, Бошам начал проверять много других комбинаций катушек и магнитов, надеясь создать первый электромагнитный звукосниматель для гитары. Он наматывал свои самые ранние катушки, используя не слишком тонкую обмотку от стиральной машины, позже переключился на обмотку швейной машины, и в конечном счёте использовал одновитковые спирали.
Бошам был поддержан в его усилиях Адольфом Рикенбекером, инженером и богатым владельцем бизнеса по производству инженерного инструмента. Бошам в конце концов создал первый одновитковый звукосниматель. Он состоял из двух массивных U-образных магнитов и одной катушки и был назван «звукосниматель-подкова». Два подковообразных магнита окружали нити, которые проходили над одинарной центральной пластиной (лезвием) в центре катушки (подобно современному звукоснимателю Билла Лоуренса).
Бошам снабдил звукоснимателем специально сделанную слайд-гитару. Серийная модель, которая получилась с этого прототипа, стала называться «Hawaiian Electro» лэп-стил-гитарой, по прозвищу «Сковорода», поскольку она имела круглый плоский корпус.
В 1931 году Бошам основал «Ro-Pat-In Company with Rickenbacker and associates», которая в конечном счёте стала The Electro String Instrument Corporation и впоследствии Rickenbacker International Corporation. Компания впервые представила свои «электро-струнные» инструменты в 1932 году.

### Gibson
Gibson Guitar Corporation представила пластинчатый звукосниматель («bar pickup») в 1935 году для своей новой линейки гавайских лэп-стил-гитар. Основа конструкции звукоснимателя — металлическое лезвие, вставленное в катушку как совместный полюс для всех нитей. Пара больших плоских магнитов была закреплена ниже катушки.
В 1936 году Gibson представил ES-150, его первая электрическая испанская гитара. ES-150 был снабжён пластинчатым звукоснимателем. Джазовый новатор гитары, Чарли Кристиан, начал играть на ES-150 в конце 1930-х с Оркестром Бенни Гудмена. Это определило взлёт популярности электрогитары. Из-за близкой ассоциации Чарли Кристиана с ES-150 её начали упоминать как «Модель Чарли Кристиан» и теперь известный пластинчатый Гибсоновский звукосниматель, как «звукоснимательЧарли Кристиана» или «CC-unit».

## Звучание
Звук одинарной катушки может изменяться от насыщенного и мрачного среднедиапазонного звука Gibson P-90 до яркого и чистого тона Fender Stratocaster.

## Основные разновидности

### GibsonP-90
P-90 — сингловый датчик, разработанный Gibson Guitar Corporation. У этих звукоснимателей есть большая плоская катушка с настраиваемыми стальными винтами как части сердечника, и пара плоских стержневых магнитов, лежащих под катушкой. Настраиваемые сердечники усиливают магнитное поле катушек. Есть 2 основных варианта датчика P-90, которые отличаются главным образом типом установки:
- Soap bar («брусок мыла») — кожух имеет прямоугольную форму, и винты находятся в пределах периметра катушки, помещённого между частями сердечника, между 2-3 и 4-5 струнами, таким образом создавая нерегулярный и несколько необычный образец. Иногда они принимаются за части сердечника, таким образом иногда у P-90, как ошибочно говорят, есть 8 сердечников. Прозвище «брусок мыла» наиболее вероятно появилось из-за его преобладающе прямоугольной формы и пропорций, и факта, что первые P-90-е на оригинале Gibson Les Paul модели 1952 года были белыми.
- Dog ear («собачье ухо») — кожух имеет выступы с обеих сторон, которые немного напоминают уши собаки. Они предназначены для крепления датчика.

Датчики P-90 обычно устанавливались на полуакустические гитары, такие как ES-330 и иногда на гитарах с цельным корпусом, таких как Gibson Les Paul Junior. Такие же звукосниматели были доступны на моделях Epiphone (с тех пор, как Gibson стали производить гитары Epiphone в 1950-х) и этот дизайн лучше всего запомнился по их появлению в конце 1960-х на Epiphone Casino с полым корпусом.
Звучание P-90 несколько ярче и прозрачнее, чем у более поздних датчиков Gibson — хамбакеров, хотя и не такое свежее и чистое, как на Фендеровских синглах.

### Датчик Telecaster
Датчик Fender Telecaster состоит из 2 катушек. Нековый датчик выдает более насыщенный звук, в то же время бриджевый — чрезвычайно звонкий и острый тон с преувеличенной отдачей высоких частот, потому что датчик на бридже смонтирован на стальной пластине. Эти элементы конструкции позволяют музыкантам эмулировать звук стил-гитары, делая её пригодной для музыки кантри
Датчики переключаются 3-позиционным переключателем и существует 2 схемы подключения:
- Vintage: 1) нековый датчик с обрезанными высокими частотами для более низкого звука; 2) только нековый датчик; 3) только бриджевый датчик.
- Modern: 1) только нековый датчик без среза высоких частот; 2) нековый и бриджевый датчики одновременно; 3) только бриджевый датчик.

Fender Esquire имеет разновидность Vintage схемы с одним сингловым датчиком. Тогда переключатель имеет 3 варианта работы: 1) срез высоких частот в нековом положении; 2) нормальная работа в среднем положении; 3) управляемый срез тона в бриджевом положении.

### Датчик Stratocaster
Традиционная конструкция Fender Stratocaster включает в себя 3 датчика-сингла, называемые по месту расположения «нековый» (у грифа), «средний», он же «миддл» (посередине) и «бриджевый» (у блока вибрато). Эти датчики (и их некоторые комбинации) можно переключать с помощью 5-позиционного переключателя. Ранние стратокастеры комплектовались переключателем выбора звукоснимателей только на 3 положения («нек», «миддл» и «бридж»), но некоторые гитаристы (например, Рори Галлахер) обнаружили, что можно получить дополнительные интересные звучания, зажав рычаг переключателя в промежуточных положениях и тем самым включая одновременно по 2 соседних датчика. Учтя это, Fender начал ставить на стратокастеры переключатель на 5 положений: «нек», «нек+миддл», «миддл», «миддл+бридж» и «бридж». Такой переключатель впоследствии стал стандартным для стратокастеров.
Собственное звучание звукоснимателя формируется типом и геометрией магнитов, количеством витков и диаметром провода катушки и некоторыми другими факторами. Немаловажный вклад в звук вносит и расположение звукоснимателя. Так, нековый датчик даёт звучание более громкое и тёплое, тогда как бриджевый — менее громкое, зато более резкое и гармонически насыщенное. Причина этого в том, что струна возле некового датчика имеет большую амплитуду, а в её колебаниях преобладает основной тон. Рядом же с бриджевым датчиком струна колеблется с меньшей амплитудой, зато её колебания богаче обертонами. Для компенсации разницы в уровне сигнала некоторые производители устанавливают бриджевый датчик повыше, т. е. ближе к струнам. Средний звукосниматель выдаёт звучание с промежуточными свойствами.
Магнитные сердечники звукоснимателя обычно имеют разную высоту. Это сделано для выравнивания громкости от разных струн. Есть две основные причины разницы выходного сигнала датчика от разных струн. Первая состоит том, что гриф имеет радиус закругления (также называемый camber) величиной от 7 дюймов (~17.78 см.) до 12 дюймов (~30.48 см.). Разумеется, струны будут следовать радиусу закругления грифа и, подобным же образом, вообще говоря, должны следовать этому радиусу и магниты. Вторая причина состоит в том, что отдельные струны дают более сильный выходной сигнал (в них больше уровень наводимой ЭДС электромагнитной индукции). Например, простая 3-я струна «Соль» (G) без обмотки является наиболее значимой, и поэтому её магнит необходимо больше скомпенсировать, что в результате выливается в слегка странновато-пошатывающийся вид магнитов звукоснимателя. Звукосниматели Fender Strat обычно следуют традиционному дизайну и обладают магнитом струны «Соль» G одинаковым по высоте с магнитом 4-й струны «Ре» (D), но это приводит к тому, что струна «Соль» (G) чрезмерно «доминирует» (в звуковом смысле) над всеми остальными струнами из-за своего более сильного выходного сигнала. Традиционно в 1950 и 1960, наборы струн выпускались со струной «Соль» в оплётке, но это приводило к трудностям при выполнении подтяжек «бендов» (англ. bend) поперек грифа в современных музыкальных стилях, таких как рок и блюз. В 1970, производители струн представили вариант струны G без оплётки, с которой выполнять «подтяжки» стало проще, но струна при этом давала гораздо более сильный сигнал. Чтобы исправить это, производители стали «утапливать» сердечник (магнит) звукоснимателя, расположенный под струной «Соль» (G), для увеличения зазора между ним и струной.
Переключатель звукоснимателей (англ. pickup selection switch) в настоящее время имеет 5 положений. В положениях "1", "3" и "5" включается только один звукосниматель: бридж (англ. bridge), миддл (англ. middle) или нек (англ. neck) соответственно, в то время как в положениях "2" и "4" включаются комбинации из двух звукоснимателей (бридж+миддл и миддл+нек соответственно). Как правило, в наборах из 3-х звукоснимателей датчик, предназначенный для установки в среднюю позицию ("мидл"), намотан в противоположную сторону и имеет обратную полярность магнитов, в отличие от датчиков для крайних позиций. Это позволяет бриджевому или нековому звукоснимателям в комбинации с "обратно намотанным" средним датчиком взаимно подавлять внешние электромагнитные наводки (фон и др.). Звуковые оттенки, соответствующие положениям "2" и "4" 5-позиционного переключателя, иногда называют кваканием (англ. quack), и некоторые гитарные нотации включают явные указания на использование этих комбинаций звукоснимателей. Одним из примеров может служить композиция Sultans of Swing в исполнении группы Dire Straits, которая играется в положении "2" (бридж+миддл).
Источник материала
.

## Выдающиеся сингловые датчики
Существует несколько известных сингловых датчиков с характерным звучанием:
- Gibson bar датчик (1935) — позже названный Charlie Christian pickup «датчик Чарли Кристиана» (1938)
- Gibson P-90 (1946)
- Danelectro en:Lipstick guitar pickup  (англ.) «губная помада»
- Lace Sensor en:Lace Sensor  (англ.) датчик (1987)
- Rickenbacker датчики (включая «Hi-Gain»)
- Gretsch датчики (включая «DynaSonic»)
- DeArmond датчики (существовали на гитарах 60-х годов разных производителей, но выпускаемые DeArmond pickup company, сейчас производятся Fender; включая 2K and 2000)